# Chiesa di Santa Maria di Miggiano
La chiesa di Santa Maria di Miggiano (di Misciano in dialetto locale), è una chiesetta di origine bizantina edificata nel XIV secolo, i cui lavori di costruzione continuarono fino al XVI secolo.

## Descrizione
La chiesa, di ridotte dimensioni, sorge in aperta campagna a circa 2 km dal centro abitato di Muro Leccese, al confine col comune di Sanarica (40°05'34" N  18°19'30" E). L'edificio è quello che rimane del casale medievale denominato Miggiano o Miggianello.
La chiesa venne costruita con conci di forma irregolare ed è di forma rettangolare. L'interno, con copertura a doppio spiovente, è riccamente affrescato. Gli affreschi sono frutto di lunghi secoli di lavoro in quanto databili a varie epoche. Le raffigurazioni più antiche sono del XIV secolo mentre quelle più recenti sono databili ai primi anni del Settecento. Di recente sono stati recuperati.
Tra gli affreschi si ricordano quelli raffiguranti: la Vergine col Bambino, l'Ultima Cena e i due Santi Orientali posti sull'arco che divide il presbiterio dalla navata.
La festa dedicata a Santa Maria di Miggiano viene celebrata il giovedì dopo Pasqua.